# 東旭川町
東旭川町（ひがしあさひかわちょう）とは、北海道上川郡に存在していた町である。上川支庁管内。

## 歴史
- 1898年9月6日 - 上川郡永山村から分村し、上川郡東旭川村成立。
- 1906年4月1日 - 二級村制、東旭川村が発足。
- 1909年4月1日 - 一級村制。
- 1937年 - 村内に16字を設置（朝日、千代田、愛宕、共栄、旭正、上兵村、下兵村、本町、忠別、日ノ出、倉沼、桜岡、東桜岡、豊田、米原、瑞穂）。
- 1942年9月10日 - 朝日（全部）と千代田[1]、愛宕[2]（各一部）を旭川市に編入[3]。
- 1959年8月15日 - 町制を施行して東旭川町となる。
- 1963年8月15日 - 旭川市に編入され消滅。

## 著名出身者
- 加藤建夫 （陸軍少将）
- 東隆（衆議院議員、参議院議員）

## 有名関係者
- 島木健作 （1939年に「東旭川村にて」を発表）

## 社寺
旭川神社 明治26年鎮座（例大祭8月14日・15日・16日）境内に旭川兵村記念館がある（屯田兵の資料館）

## 鉄道
- 国鉄石北本線
  - 東旭川駅 - 北日ノ出駅 - 桜岡駅

- 旭川電気軌道東旭川線
  - 愛宕駅 - 一丁目駅 - 二丁目駅 - 役場前駅 - 四丁目駅 - 五丁目駅 - 旭山公園駅
- 旭川電気軌道東川線
  - 二号線駅 - 千代田駅 - 四号線駅 - 観音駅 - 坂の上駅 - 旭正駅 - 上旭正駅 - 上七号線駅 - 十号駅